# Mindarus obliquus
Mindarus obliquus är en insektsart som först beskrevs av Cholodkovsky 1896. Enligt Catalogue of Life ingår Mindarus obliquus i släktet Mindarus och familjen långrörsbladlöss, men enligt Dyntaxa är tillhörigheten istället släktet Mindarus och familjen granbladlöss. Arten är reproducerande i Sverige. Inga underarter finns listade i Catalogue of Life.